# R136
R136 (Radcliffe 136) – gromada gwiazd położona w Mgławicy Tarantula znajdującej się w Wielkim Obłoku Magellana, w gwiazdozbiorze Złotej Ryby.
Prawdziwy charakter obiektu był przedmiotem kontrowersji, według niektórych teorii był to pojedynczy obiekt o masie tysięcy Słońc, według innych była to bardzo gęsta gromada gwiazd złożona z Gwiazd Wolfa-Rayeta i oraz gwiazd typu widmowego O, dopiero zdjęcia uzyskane dzięki teleskopowi Hubble'a w 1992 pozwoliły na dokładne zbadanie tego obiektu.
Dzięki zdjęciom HST udało się ustalić, że ten wcześniej tajemniczy obiekt jest niezwykle gęstą gromadą gwiazd. Na przestrzeni zaledwie 1,6 lat świetlnych znajduje się przynajmniej 47 gwiazd, wiele z nich znacznie masywniejszych od Słońca. Dla porównania, najbliższa Słońcu gwiazda Proxima Centauri położona jest o ok. 4 lata świetlne od Układu Słonecznego. Tak masywne gwiazdy mają bardzo krótki okres życia, szybko wypalają się, a ich ewolucja jest znacznie krótsza i bardziej gwałtowna niż ewolucja Słońca. Ocenia się, że wiek gromady R136 wynosi ok. 3 milionów lat – dla porównania wiek Słońca wynosi ok. 5 miliardów lat.
W roku 2010 opublikowano wyniki pomiarów mas i jasności gwiazd tworzących gromadę, pokazujące, że są to obiekty niezwykle masywne. Co najmniej 4 gwiazdy gromady mają masy znacznie przekraczające 100 mas Słońca, zaś najjaśniejsza z nich, oznaczona R136a1, z masą około 265 M☉, jest najmasywniejszą znaną nauce gwiazdą. Co więcej, obserwacje wykazały, że są one na „diecie odchudzającej”, przez co tracą masę w tempie około 5 mas Słońca na milion lat. W chwili swoich narodzin największe gwiazdy w R136 miały więc jeszcze większe masy. Wyliczone masy podane w pracy z lipca 2010 mieszczą się w zakresie od 165 aż do 320 mas Słońca. Badania przeprowadziła grupa astronomów pod kierunkiem Paula Crowthera, profesora astrofizyka Uniwersytetu Sheffield (Wielka Brytania). Do 2010 roku astronomowie byli przekonani, że graniczna masa pojedynczej gwiazdy wynosi około 150 mas Słońca. Wyznaczone jasności tych gwiazd wynoszą od około 3,8 do 8,7 milionów jasności Słońca.